# Dysdera gmelini
Dysdera gmelini là một loài nhện trong họ Dysderidae.
Loài này thuộc chi Dysdera. Dysdera gmelini được miêu tả năm 1991 bởi Dunin.